# Ramana Maharshi
Ramana Maharshi /ˈrʌmənə ˈməhʌrʃi/ (ngày 30 tháng 12 năm 1879 - 14 tháng 4 năm 1950) là một bậc hiền giả người Hindu   và jivanmukta (người đã giải thoát) của Ấn Độ. Ông có tên khai sinh là Venkataraman Iyer, nhưng hầu hết được biết đến với cái tên Bhagavan Sri Ramana Maharshi.
Maharshi sinh ra ở Tiruchuli, Tamil Nadu, Ấn Độ. Vào năm 1895, ông cảm thấy sự hấp dẫn của ngọn đồi linh thiêng Arunachala và 63 Nayanmars, và vào năm 1896, ở tuổi 16, ông đã có một "trải nghiệm chết chóc" khi Maharshi nhận ra "hiện tại" hoặc "lực lượng" (avesam) mà Maharshi nhận ra là "tôi" hoặc "bản thân" thực sự của mình, và sau đó Maharshi đã cảm nhận kết nối với "Chúa Trời cá nhân, hoặc Iswara", đồng nghĩa với Shiva. Điều này dẫn đến một trạng thái mà sau này ông mô tả là "trạng thái tâm trí của Iswara hoặc jnani". Sáu tuần sau, ông rời khỏi nhà chú mình ở Madurai, và đi đến núi thánh Arunachala, trong vùng Tiruvannamalai, nơi ông đã đóng vai trò của một sannyasin (mặc dù không chính thức), và ở đó trong phần còn lại của cuộc đời mình.
Maharshi thu hút những tín đồ coi ông như một avatar và đến với Maharshi để mong thấy darshan ("cảnh tượng của Chúa"). Trong những năm sau đó, một đạo tràng được hình thành xung quanh ông, tại đó du khách nhận được upadesa ("chỉ dẫn tâm linh")  bằng cách ngồi im lặng cạnh Maharshi và đặt câu hỏi. Từ những năm 1930, giáo lý của ông đã được phổ biến ở phương Tây, dẫn đến sự công nhận trên toàn thế giới của ông là một bậc giác ngộ. Ramana Maharshi đã phê duyệt một số con đường (đạo) và thực tiễn,  nhưng khuyến nghị tự hỏi như phương thức chính để loại bỏ vô minh (sự thiếu hiểu biết) và tuân thủ sự tự giác,  cùng với bhakti (sùng kính) hoặc buông bỏ trước Tự ngã.